# Sender Bad Marienberg

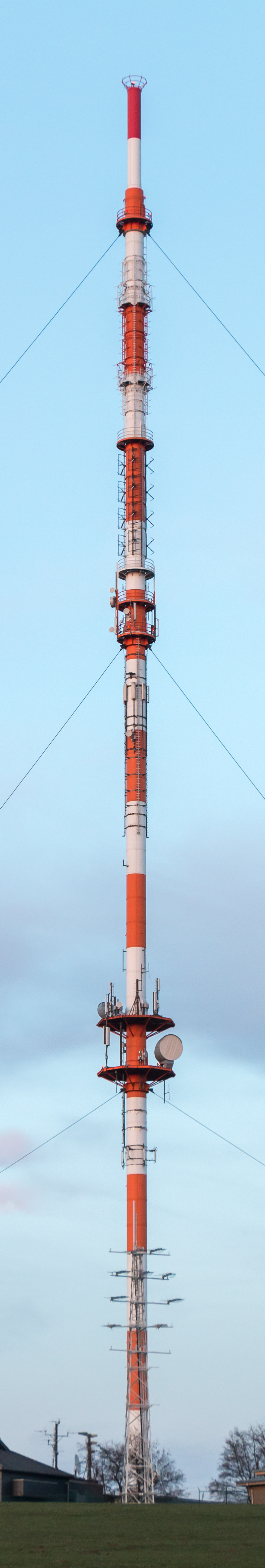
Der Sendeturm

Der Sender Bad Marienberg ist eine Sendeanlage der Deutschen Funkturm am nordöstlichen Stadtrand von Bad Marienberg im Westerwaldkreis. Der auf der Marienberger Höhe stehende 180 Meter hohe Sendemast verwendet einen abgespannten Stahlrohrmast zur Verbreitung von UKW-Rundfunk, DAB+ und DVB-T.

## Frequenzen und Programme

### Analoges Radio (UKW)
Der Sender versorgt neben dem nordöstlichen Teil von Rheinland-Pfalz auch angrenzende Gebiete in Nordrhein-Westfalen und Hessen mit den abgestrahlten Programmen.
Bei Nordwest im Uhrzeigersinn angefangen besteht eine Empfangbarkeit von Köln bis fast Dortmund, Teile des Sauerlandes, das Siegerland,  Oberhessen, Marburg, Gießen über die Wetterau bis zum Taunuskamm, wo dann andere rheinland-pfälzische Sender (Koblenz, Linz, Haardtkopf) stärker einfallen.
Vor der Errichtung des Senders Bad Marienberg wurden die Programme des Südwestfunks von einem Sendemast bei Betzdorf ausgestrahlt. Seit dem 6. Juli 1987 wird das Programm RPR1 vom Sender Bad Marienberg gesendet, seit 1991 das Programm SWF4 Rheinland-Pfalz (heute SWR4).
| Frequenz (MHz) | Programm             | RDS PS            | RDS PI                | Regionalisierung     | ERP (kW) | Antennendiagramm rund (ND)/gerichtet (D) | Polarisation horizontal (H)/vertikal (V) |
| -------------- | -------------------- | ----------------- | --------------------- | -------------------- | -------- | ---------------------------------------- | ---------------------------------------- |
| 89,8           | SWR1 Rheinland-Pfalz | SWR1_RP_          | D3A1                  | –                    | 25       | ND                                       | H                                        |
| 95,4           | SWR Kultur           | SWR_Kult          | D3A2                  | Rheinland-Pfalz      | 25       | ND                                       | H                                        |
| 92,8           | SWR3                 | __SWR3__          | D3A3                  | Rheinland-Pfalz/Köln | 25       | ND                                       | H                                        |
| 106,3          | SWR4 Rheinland-Pfalz | SWR4_KO_          | D6A4                  | Radio Koblenz        | 25       | ND                                       | H                                        |
| 91,3           | DASDING              | DASDING_          | D3A5                  | –                    | 0,2      | D (130°-50°)                             | H                                        |
| 102,9          | RPR1                 | RPR1._KO _RPR1.__ | D4A8 (regional), D3A8 | Rheinland            | 25       | ND                                       | H                                        |

### Digitales Radio (DAB+)
Digitaler Hörfunk im DAB+-Standard wird seit dem 15. Dezember 2016 ausgestrahlt. Die Verbreitung des bundesweiten Multiplexes erfolgt in vertikaler Polarisation im Gleichwellennetz (Single Frequency Network) mit anderen Sendern.
Auch der Südwestrundfunk (SWR) verbreitet seit 20. April 2017 seine Programme per DAB+ mit 7 Kilowatt (kW) vom Sender Bad Marienberg. Die Aufschaltung war erforderlich, damit die Hörer im Norden von Rheinland-Pfalz, insbesondere dem Westerwald und dem Rheinland-Pfälzischen Hintertaunus besser mit dem Digitalradio versorgt werden. Darüber hinaus profitiert auch die bereits in NRW liegende Großstadt Siegen teilweise von dem zusätzlich empfangbaren SWR-Mux.
Rockland Radio sowie die Jugendsender bigFM und DASDING werden über UKW von Bad Marienberg gar nicht bzw. nur sehr schwach verbreitet und sind nun via DAB+ erstmals deutlich besser in den oben aufgeführten Regionen empfangbar. Allerdings hat ein DAB+ Sender nicht so eine große Reichweite wie ein vergleichbarer UKW-Sender. Daher sind (Stand: Ende 2018) noch weitere DAB+ Füllsender vom Südwestrundfunk notwendig. Denn während der Sender Bad Marienberg über UKW das im äußersten Norden von Rheinland-Pfalz liegende Wildenburger Land, rund um die Gemeinde Friesenhagen noch erreicht, versagt hier oftmals der DAB+ Indoor Empfang vor allem in den Tallagen der Mittelgebirgslandschaft. Da neben dem Wissertal auch das Siegtal mit den Städten Betzdorf, Kirchen und Wissen von DAB+ Empfangslücken betroffen war, teilte der SWR damals auf Anfrage mit, dass ein weiterer DAB+ Sender für das Jahr 2020 im Bereich von Betzdorf (Sender Betzdorf-Weißenstein) in Planung sei. Nach einigen Verzögerung ging die Anlage am 14. Dezember 2022 in Betrieb.
| Block                        | Programme | ERP (in kW) | Antennendiagramm rund (ND), gerichtet (D) | Gleichwellennetz (SFN) |
| ---------------------------- | --- | ----------- | ----------------------------------------- | --- |
| 5C DR Deutschland (D__00188) | DAB+ Block der Media Broadcast: - Absolut relax (72 kbps) - Dlf (104 kbps) - Dlf Kultur (112 kbps) - Dlf Nova (104 kbps) - DRadio DokDeb (48 kbps) - Energy Digital (72 kbps) - ERF Plus (64 kbps) - Klassik Radio (72 kbps) - Radio Bob (72 kbps) - Radio Horeb (48 kbps) - Radio Schlagerparadies (64 kbps) - Schwarzwaldradio (64 kbps) - sunshine live (72 kbps) - DRadio Daten (32 kbps Daten) - EPG Deutschland (16 kbps Daten) - TPEG (16 kbps Daten) - TPEG_MM (16 kbps Daten) | 5           | ND                                        | - Baden-Württemberg: Aalen, Baden-Baden (Fremersberg), Bad Mergentheim, Blauen, Brandenkopf, Donaueschingen, Feldberg im Schwarzwald, Freiburg (Vogtsburg-Totenkopf), Geislingen (Oberböhringen), Großerlach (Hohe Brach), Heidelberg (Königstuhl), Heilbronn (Schweinsberg), Hochrhein (Rickenbach), Hornisgrinde, Pforzheim (Schömberg-Langenbrand), Raichberg, Ravensburg (Höchsten), Reutlingen, Stuttgart (Frauenkopf), Ulm (Kuhberg) - Bayern: Amberg (Hirschau), Aschaffenburg (Pfaffenberg), Augsburg (Hotelturm), Bad Tölz (Gaißach), Bamberg (Geisberg), Büttelberg, Brotjacklriegel, Dillberg, Grünten, Herzogstand, Hochberg (Traunstein), Hoher Bogen, Inntal (Ebbs), Ingolstadt (Gelbelsee), Kreuzberg/Rhön, Landshut (Altdorf), München (Olympiaturm), Nennslingen (Büchelberg), Nürnberg, Oberammergau, Ochsenkopf, Passau, Pfänder, Pfaffenhofen, Pfarrkirchen, Pfronten, Regensburg (Hohe Linie), Unterringingen, Untersberg, Wendelstein (Bayrischzell), Würzburg (Frankenwarte) - Berlin: Berlin (Alexanderplatz), Berlin (Scholzplatz) - Brandenburg: Bad Belzig, Booßen, Brandenburg/Havel, Calau, Casekow, Cottbus, Eisenhüttenstadt, Petkus, Pritzwalk, Templin - Bremen: Bremen (Walle), Bremerhaven-Schiffdorf - Hamburg: Hamburg (Moorfleet), Hamburg (Heinrich-Hertz-Turm) - Hessen: Bad Hersfeld (Rimberg), Biedenkopf (Sackpfeife), Fulda (Hummelskopf), Frankfurt (Europaturm), Gelnhausen (Schnepfenkopf), Gießen (Dünsberg), Großer Feldberg, Hardberg, Hohe Wurzel, Hoher Meißner, Kassel (Habichtswald), Mainz-Kastel - Mecklenburg-Vorpommern: Garz (Rügen), Güstrow, Malchin, Neubrandenburg-Süd, Rostock (Toitenwinkel), Röbel, Schwerin (Zippendorf-Gr.Dreesch), Torgelow, Wismar/Rüggow, Züssow - Niedersachsen: Aurich-Popens, Braunschweig (Broitzem), Braunschweig (Drachenberg), Cuxhaven-Stadt, Dannenberg, Göttingen (Bovenden-Osterberg), Hannover (Telemax), Lingen, Lüneburg-Neu Wendhausen, Molbergen-Peheim, Osnabrück (Bramsche-Schleptruper Egge), Hildesheim (Sibbesse), Steinkimmen, Uelzen, Visselhövede, Wilhelmshaven - Nordrhein-Westfalen: Aachen (Karlshöhe), Bielefeld (Hünenburg), Bonn (Venusberg), Dortmund (Florianturm), Düsseldorf (Rheinturm), Eggegebirge, Herscheid, Hochsauerland (Hunau), Hürtgenwald-Großhau, Köln (Colonius), Langenberg, Lügde-Rischenau (Köterberg), Minden (Jakobsberg), Münster (Fernmeldeturm), Schöppingen, Siegen-Süd, Wesel - Rheinland-Pfalz: Bad Kreuznach (Schanzenkopf), Bad Marienberg (Westerwald), Bornberg, Daun (Eifel), Edenkoben (Kalmit), Heckenbach-Schöneberg (Ahrweiler), Idar-Oberstein, Kaiserslautern, Kettrichhof, Koblenz (Kühkopf), Trier (Petrisberg) - Saarland: Merzig-Merchingen, Saarbrücken (Schoksberg) - Sachsen: Chemnitz, Dresden, Geyer, Leipzig, Löbau, Neustadt, Oschatz, Schöneck, Zwickau Ost - Sachsen-Anhalt: Brocken, Burg, Dequede, Petersberg, Pettstädt (Weißenfels), Schneidlingen, Wittenberg - Schleswig-Holstein: Bungsberg, Flensburg, Heide, Helgoland, Hennstedt, Kiel (Kronshagen), Lübeck (Stockelsdorf), Schleswig, Niebüll (Süderlügum), Westerland (Sylt) - Thüringen: Bleßberg (Sonneberg), Erfurt-Hochheim, Gera, Inselsberg, Jena (Oßmaritz), Kulpenberg, Saalfeld (Remda), Lobenstein (Sieglitzberg), Weimar (Ettersberg) |
| 11A SWR RP (D__00217)        | DAB-Block des SWR: - SWR1 RP (96 kbps) - SWR Kultur (96 kbps) - SWR3 (Rheinland-Pfalz) (96 kbps) - SWR4 KL (88 kbps) - SWR4 KO (88 kbps) - SWR4 LU (88 kbps) - SWR4 MZ (88 kbps) - SWR4 TR (88 kbps) - DASDING (96 kbps) - SWR Aktuell (72 kbps) - bigFM (72 kbps) - RPR1. (überregional) (72 kbps) - Rockland Radio (überregional) (72 kbps) - EPG (24 kbps) - TPEG (16 kbps) | 7           | ND                                        | - Region Kaiserslautern: Bornberg, Kaiserslautern (Rotenberg), Kettrichhof, Zweibrücken - Region Koblenz: Ahrweiler (Schöneberg), Alf-Bullay, Altenahr (Oberes Ahrtal), Bad Marienberg, Betzdorf (Weißenstein), Diez, Koblenz (Dieblich-Waldesch), Linz am Rhein - Region Ludwigshafen: Weinbiet - Region Mainz: Bad Kreuznach (Bad Münster am Stein), Donnersberg, Mainz-Kastel, Oberdiebach (Lorch) - Region Trier: Bitburg, Bleialf, Daleiden, Haardtkopf, Idar-Oberstein, Kirn, Palzem, Schartenberg (Eifel), Niedersgegen, Saarburg, Traben-Trarbach, Trier (Markusberg) |

### Digitales Fernsehen (DVB-T)
Seit dem 26. August 2008 wurde vom Sender Bad Marienberg das digitale Antennenfernsehen (DVB-T) mit drei öffentlich-rechtlichen Multiplex-Kanälen für die Region Westerwald abgestrahlt. Die horizontale Polarisation wurde beibehalten, Antennen mussten nicht gedreht werden. Die digitalen Ausstrahlungen liefen im Gleichwellenbetrieb mit anderen Sendestandorten.
Zum 8. November 2017 wurde die Ausstrahlung von DVB-T beendet. Eine Umstellung auf DVB-T2 ist nicht vorgesehen. Die Region wird jetzt nur noch von den Sendern Koblenz und Siegen mit DVB-T2 teilversorgt.
| Kanal | Frequenz (MHz) | Multiplex                          | Programme im Multiplex                                                                                                 | ERP (kW) | Antennendiagramm rund (ND)/ gerichtet (D) | Polarisation horizontal (H)/ vertikal (V) | Modulations- verfahren | FEC | Guard- intervall | Bitrate (MBit/s) | Gleichwellennetz (SFN)                                                                                                   |
| ----- | -------------- | ---------------------------------- | --- | -------- | ----------------------------------------- | ----------------------------------------- | ---------------------- | --- | ---------------- | ---------------- | --- |
| E56   | 754            | ARD Digital (SWR)                  | - Das Erste (SWR) - ARTE - Phoenix - One                                                                               | 20       | ND                                        | H                                         | 16-QAM (8-k-Modus)     | 2/3 | 1/4              | 13,27            | Bad Marienberg (Marienberger Höhe), Kühkopf (Koblenz), Heckenbach-Schöneberg (Ahrweiler), Ginsterhahn-Linzer Höhe (Linz) |
| E33   | 570            | ARD regional (SWR) Rheinland-Pfalz | - SWR Fernsehen Rheinland-Pfalz - Bayerisches Fernsehen Süd (Schwaben/Altbayern) - hr-fernsehen - WDR Fernsehen (Köln) | 20       | ND                                        | H                                         | 16-QAM (8-k-Modus)     | 2/3 | 1/4              | 13,27            | Bad Marienberg (Marienberger Höhe), Kühkopf, Heckenbach-Schöneberg, Ginsterhahn-Linzer Höhe                              |
| E28   | 530            | ZDFmobil                           | - ZDF - 3sat - ZDFinfo - KiKA (06–21:00 Uhr)/ZDFneo (21-06:00 Uhr)                                                     | 20       | ND                                        | H                                         | 16-QAM (8-k-Modus)     | 2/3 | 1/4              | 13,27            | Bad Marienberg (Marienberger Höhe), Kühkopf, Heckenbach-Schöneberg, Ginsterhahn-Linzer Höhe                              |

### Analoges Fernsehen
Bis zur Umstellung auf DVB-T wurden folgende Programme in analogem PAL gesendet:
| Kanal | Frequenz (MHz) | Programm                                                  | ERP (kW) | Antennendiagramm rund (ND)/ gerichtet (D) | Polarisation horizontal (H)/ vertikal (V) |
| ----- | -------------- | --------------------------------------------------------- | -------- | ----------------------------------------- | ----------------------------------------- |
| E47   | 679,25         | Das Erste (SWR)                                           | 50       | ND                                        | H                                         |
| E21   | 471,25         | ZDF                                                       | 190      | ND                                        | H                                         |
| E44   | 655,25         | SWR Fernsehen Rheinland-Pfalz/Südwest Fernsehen/Südwest 3 | 250      | ND                                        | H                                         |

Über den Kanal 44 dieses Senders konnte das 3. Programm des SWF bis weit nach Nordrhein-Westfalen (Bergisches Land, Sauerland und Siegerland) sowie auf einer Linie von Marburg bis Bad Homburg empfangen werden.